# Blonde d'Aquitaine

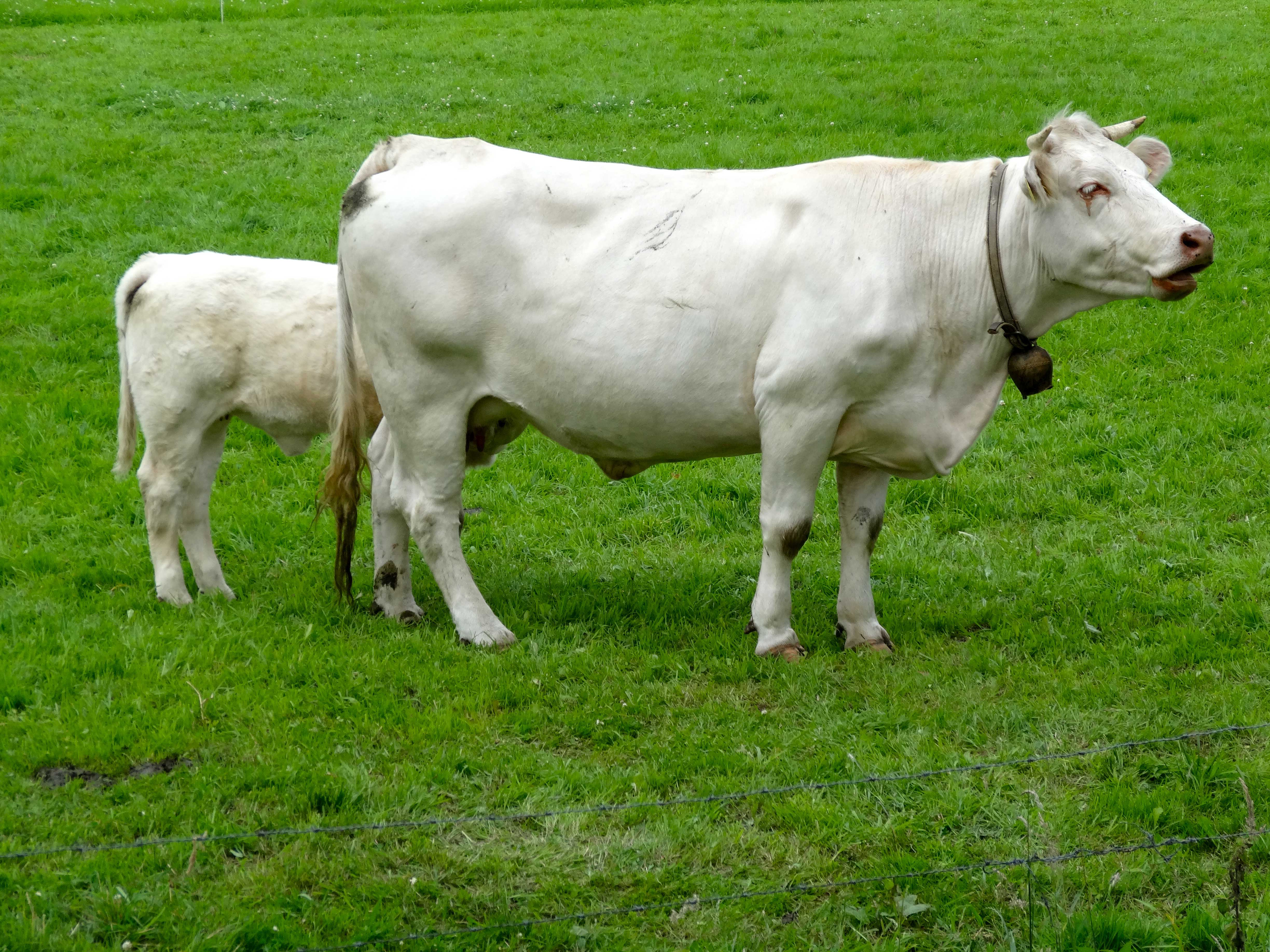
Ko med kalv av rasen Blonde d'Aquitaine

Blonde d'Aquitaine är en nötkreatursras från sydvästra Frankrike. Rasen användes ursprungligen som dragdjur men hålls idag för köttproduktion. Blonde d'Aquitaine är Frankrikes tredje största köttras med 400 - 500 000 renrasiga djur. Rasen är numera spridd över världen och importerades till Sverige via Danmark och England år 1988. 
Rasen kännetecknas av en färg som kan variera från vit till mörkt vetefärgad. De flesta Blonde d'Aquitaine-djuren är behornade men det förekommer även hornlösa individer inom rasen. Rasen anses vara lugna i temperamentet och lätthanterliga. Ett annat kännetecken hos rasen är att de, likt hästar kan hålla undan flugor och dylikt genom ryckningar i huden. De flesta andra nötkreatursraser har inte denna egenskap utan använder svansen för att vifta bort flygfän. 
Djuren är högresta med en lång kropp och svällande muskler. Blondedjuren ger en bra klassning av slaktkroppen och ett högt slaktutbyte. Köttet är relativt magert med en ljus färg men är även mört.